# Чермоєв Абдул-Меджид Орцуйович
Абдул-Меджид (Тапа) Орцуйович Чермо́єв (нар. 15 березня 1882, Грозний — пом. 27 серпня 1937, Лозанна) — політичний діяч на Північному Кавказі у 1917—1919 роках, нафтопромисловець.

## Біографія
Народився 3 [15] березня 1882 року у родовому маєтку Орцу-юрт (неподалік сучасного Грозного, Чеченська Республіка, Російська Федерація) у сім'ї російського генерала, георгіївського кавалера Орцу Чермоєва. Чеченець. Закінчив реальне училище у Владикавказі; у 1901 році — Миколаївське кавалерійське училище у Санкт-Петербурзі.
Протягом 1901—1904 років служив у Осетинському кінному дивізіоні; у 1904—1907 роках — у Кубанські сотні конвою Його Імператорської Величності, потім у відставці. У 1905 році одружився з княжною Хаві-ханум Ібрагімбековою.
З 1907 по 1914 рік займався підприємництвом у галузі нафтовидобування, а також здавав в оренду землі в Грозному, які успадкував від батька. Став найуспішнішим серед усіх місцевих нафтопромисловців.
З початком Першої світової війни, пішов на фронт добровольцем і протягом 1914—1916 років проходив службу офіцером Чеченського кінного полку Кавказької тубільної кінної дивізії (більш відомої, як «Дика дивізія»). У чині штабс-ротмістра був тяжко поранений наприкінці 1916 року і лікувався у Владикавказі. Нагороджений бойовими орденами.

### Політична діяльність на Кавказі
Після Лютневої революції, у травні 1917 року, став одним із головних організаторів скликання 1-го З'їзду гірських народів Кавказу у Владикавказі, де був обраний головою Центрального комітету Союзу об'єднаних горців Кавказу та Дагестану, фінансував діяльність ЦК. Був прихильником об'єднання народів Кавказу. Спочатку виступав за федеративні відносини з Росією, а після Жовтневої революції відмовився визнати владу РНК РРФСР; у листопаді 1917 року в Катеринодарі увійшов до складу Об'єднаного уряду Південно-Східного союзу козацьких військ, горців Кавказу та вільних народів степів та у грудні 1917 року у Владикавказі — до Терсько-Дагестанського уряду.
З початку 1918 року керував державою горців на посаді міністра-голови Гірського уряду; 11 травня 1918 року в Батумі, на міжнародній конференції, підписав договір про утворення незалежної Республіки Союзу горян. Того ж місяця підписав договір з Османською імперією, відповідно до якого турецькі війська увійшли на територію Північного Кавказу.

### В еміграції
У грудні 1918 року був відряджений до Франції керівником делегації гірського уряду на Паризькій мирній конференції. Безуспішно домагався міжнародного визнання Гірської Республіки.
У подальшому мешкав у Парижі та Лондоні, був активним діячем міської еміграції у Європі. З 1924 по 1930 рік в Парижі був членом північнокавказьких масонських лож «Золоте руно» та «Прометей», фінансував їх і був співзасновником.
Політичною діяльністю перестав займатися з початку 1930-х років. 1932 року королівський суд Лондона оголосив його банкрутом. Раптово помер 27 серпня 1937 року в Лозанні. Похований на мусульманському цвинтарі в місті Бобіньї, передмісті Парижа.